# Benzylopenicylina
Benzylopenicylina (penicylina krystaliczna, penicylina G) – organiczny związek chemiczny z grupy penicylin, antybiotyk β-laktamowy wytwarzany przez pędzlaki Penicillium chrysogenum (syn. Penicillium notatum) wrażliwy na β-laktamazy.

## Mechanizm działania
Ze względu na strukturalne podobieństwo do alaniny, która jest składnikiem mureiny, benzylopenicylina blokuje aktywność transpeptydaz biorących udział w tworzeniu wiązań pomiędzy pentapeptydami mukopolisacharydu ściany komórkowej bakterii. W dalszym etapie, na skutek aktywacji hydrolaz komórkowych, zachodzi liza komórki bakteryjnej. Penicylina G nie wnika do wnętrza komórki, a zatem nie działa na drobnoustroje wewnątrzkomórkowe.
Benzylopenicylina dobrze przenika do płynu opłucnowego, osierdziowego, otrzewnowego, torebki stawowej, żółci, nerek, błon śluzowych i moczu, słabiej do płynu owodniowego, krwi płodu, mięśni i płynu mózgowo-rdzeniowego. Źle przenika do kości, tkanki mózgowej, cieczy wodnistej oka i mleka matki.

## Zakres działania[2]
| bakterie Gram-dodatnie                                   | bakterie Gram-ujemne                       | inne bakterie                            |
| -------------------------------------------------------- | ------------------------------------------ | ---------------------------------------- |
| gronkowce oprócz wytwarzających penicylinazę             | dwoinka zapalenia opon mózgowo-rdzeniowych | krętki blade, głównie Treponema pallidum |
| paciorkowce, oprócz enterokoków E. faecalis i E. faecium | dwoinka rzeżączki                          | promieniowce bydlęce                     |
| dwoinka zapalenia płuc                                   | pałeczki Pasteurella multocida             |                                          |
| maczugowiec błonicy                                      | pałeczki Bacteroides fragilis              |                                          |
| laseczka wąglika                                         | Fusobacterium fusiforme                    |                                          |
| włoskowiec różycy                                        | Streptobacillus moniliformis               |                                          |
| laseczka tężca                                           | Bartonella bacilliformis                   |                                          |
| listerie                                                 |                                            |                                          |

## Wskazania do stosowania
Benzylopenicylinę stosuje się, gdy konieczne jest szybkie uzyskanie wysokiego stężenia antybiotyku, w ciężkich zakażeniach wywołanych przez wrażliwe na nią drobnoustroje, takich jak:
- zapalenie migdałków podniebiennych, płuc, oskrzeli
- przewlekłe zapalenie wsierdzia wywołane przez paciorkowce, pneumokoki i gronkowce
- ostry rzut gorączki reumatycznej powodowany zakażeniem paciorkowcami
- nabyta lub wrodzona kiła
- rzeżączka
- meningokowe zapalenie opon mózgowo-rdzeniowych.

## Przeciwwskazania
- nadwrażliwość na antybiotyki β-laktamowe

## Środki ostrożności
1. Przed rozpoczęciem leczenia penicyliną G należy przeprowadzić badanie lekowrażliwości wyizolowanego drobnoustroju.
2. Przed rozpoczęciem leczenia należy wziąć pod uwagę miejscowe oficjalne wytyczne dotyczące stosowania antybiotyków.
3. U pacjentów leczonych penicyliną mogą wystąpić ciężkie reakcje nadwrażliwości, zwłaszcza u pacjentów uczulonych na wiele alergenów. Należy upewnić się, czy osoba chora jest na nią uczulona.
4. Jedyny preparat benzylopenicyliny zarejestrowany na terenie Polski zawiera potas[3] – podanie dużych dawek leku lub jego długotrwałe stosowanie może spowodować ostre zatrucie tym pierwiastkiem, zwłaszcza u osób z niewydolnością nerek.
5. U pacjentów z niewydolnością nerek benzylopenicylina osiąga w OUN stężenie, które może powodować podrażnienie mózgu, drgawki i śpiączkę.
6. U niektórych chorych podczas leczenia kiły może pojawić się reakcja Jarischa-Herxheimera.
7. Antybiotyki o szerokim spektrum działania przeciwbakteryjnego (m.in. penicyliny) mogą niekiedy wywoływać rzekomobłoniaste zapalenie jelit. Przeciwwskazane jest w takim przypadku podawanie preparatów hamujących perystaltykę jelit lub innych działających zapierająco.

## Interakcje
Probenecyd oraz inne leki wypierające penicylinę z połączeń z białkami podane jednocześnie mogą zwiększać stężenie antybiotyku w surowicy krwi. Podczas leczenia benzylopenicyliną zmniejsza się skuteczność doustnych środków antykoncepcyjnych. Zaleca się stosowanie dodatkowych skutecznych metod antykoncepcji. Pacjenci otrzymujący dożylnie duże dawki penicyliny G mogą wykazywać fałszywie dodatni wynik testów Coombsa.

## Działania niepożądane
- wstrząs anafilaktyczny
- przemijająca nadmierna ruchliwość, pobudzenie, niepokój, senność, stan dezorientacji, zawroty głowy
- objawy zatrucia potasem
- rzekomobłoniaste zapalenie jelita grubego
- kandydoza skóry i błon śluzowych
- zakrzepowe zapalenie żył powierzchownych w miejscu podania
- reakcja Jarischa-Herxheimera
- niewielkie przemijające zwiększenie aktywności aminotransferazy asparaginianowej
- wysypki, świąd, pokrzywka
- neutropenia
- eozynofilia
- trombocytopenia, niedokrwistość hemolityczna.

## Dawkowanie
Wielkość dawki zależy od stopnia ciężkości zakażenia, wrażliwości drobnoustroju wywołującego zakażenie, stanu pacjenta, wieku i masy ciała.
Dorośli: zwykle podaje się od 1 do 5 mln j.m. w dawkach podzielonych, co 4 do 6 godzin. W ciężkich zakażeniach dawkę można zwiększyć do 20 mln j.m. lub więcej na dobę.
Dzieci do 3 lat: 50000 do 80000 j.m./kg m.c. na dobę, w 2 do 4 dawkach podzielonych, domięśniowo lub dożylnie.
Dzieci od 3 do 14 lat: 90000 do 120000 j.m./kg m.c. na dobę, w 2 do 4 dawkach podzielonych, domięśniowo lub dożylnie.
W przypadku zakażeń wywołanych przez paciorkowce grupy A leczenie powinno trwać przynajmniej przez 10 dni.

## Przedawkowanie
Przedawkowanie penicyliny benzatynowej może doprowadzić do podrażnienia ośrodkowego układu nerwowego i wystąpienia drgawek. W przypadku przedawkowania preparat należy odstawić, monitorować podstawowe czynności życiowe i w razie konieczności zastosować leczenie objawowe. Benzylopenicylina może być usunięta z organizmu podczas hemodializy.
W przypadku wstrząsu anafilaktycznego lub obrzęku naczynioruchowego w pierwszej kolejności należy podać epinefrynę, następnie lek przeciwhistaminowy, a jako ostatni lek z grupy kortykosteroidów.

## Preparaty
Dostępne w Polsce preparaty:
- Penicilinum Crystallisatum TZF (Tarchomińskie Zakłady Farmaceutyczne Polfa SA) – proszek do sporządzania roztworu do wstrzykiwań 1, 3 lub 5 mln j.m.; 1 fiolka